# Liste der Monuments historiques in Saint-Gildas
Die Liste der Monuments historiques in Saint-Gildas führt die Monuments historiques in der französischen Gemeinde Saint-Gildas auf.

## Liste der Bauwerke
| Bezeichnung           | Beschreibung | Standort | Kennzeichnung | Schutzstatus | Datum | Bild           |
| --------------------- | ------------ | -------- | ------------- | ------------ | ----- | -------------- |
| Drei Tumuli           |              | (Lage)   | PA00089619    | Inscrit      | 1964  |                |
| Menhir von Kernanouët |              | (Lage)   | PA00089618    | Inscription  | 1965  | weitere Bilder |

## Liste der Objekte
- Monuments historiques (Objekte) in Saint-Gildas in der Base Palissy des französischen Kultusministeriums